# Leonardo Salas
Leonardo Salas (Chile; 14 de septiembre de 1939-San Salvador; 31 de marzo de 2020) fue un jugador de fútbol chileno que jugaba como delantero. Además de Chile, desarrolló su carrera en El Salvador y se convirtió en entrenador del CD Universidad de El Salvador en 1980-1982 y 1986.

## Trayectoria
Jugó para Audax Italiano en la Primera División de Chile de 1962 a 1966. En 1967 se trasladó a El Salvador por recomendación del técnico chileno Hernán Carrasco y se incorporó al Atlante San Alejo.
Fue prestado al Alianza, formando parte de la escuadra histórica conocida como La Orquesta Alba. Con Alianza ganó la Copa de Campeones de la Concacaf 1967, anotando en la semifinal contra Philadelphia Ukrainians como en la final contra Jong Colombia.

## Clubes
| Club              | País        | Año       |
| ----------------- | ----------- | --------- |
| Audax Italiano    | Chile       | 1962-1966 |
| Atlante San Alejo | El Salvador | 1966-1971 |
| Alianza (cesión)  | El Salvador | 1967-1968 |

## Palmarés

### Títulos nacionales
| Título           | Equipo            | País        | Año     |
| ---------------- | ----------------- | ----------- | ------- |
| Segunda División | Atlante San Alejo | El Salvador | 1969-70 |

### Títulos internacionales
| Título                           | Equipo  | País        | Año  |
| -------------------------------- | ------- | ----------- | ---- |
| Copa de Campeones de la Concacaf | Alianza | El Salvador | 1967 |